# Vit makt

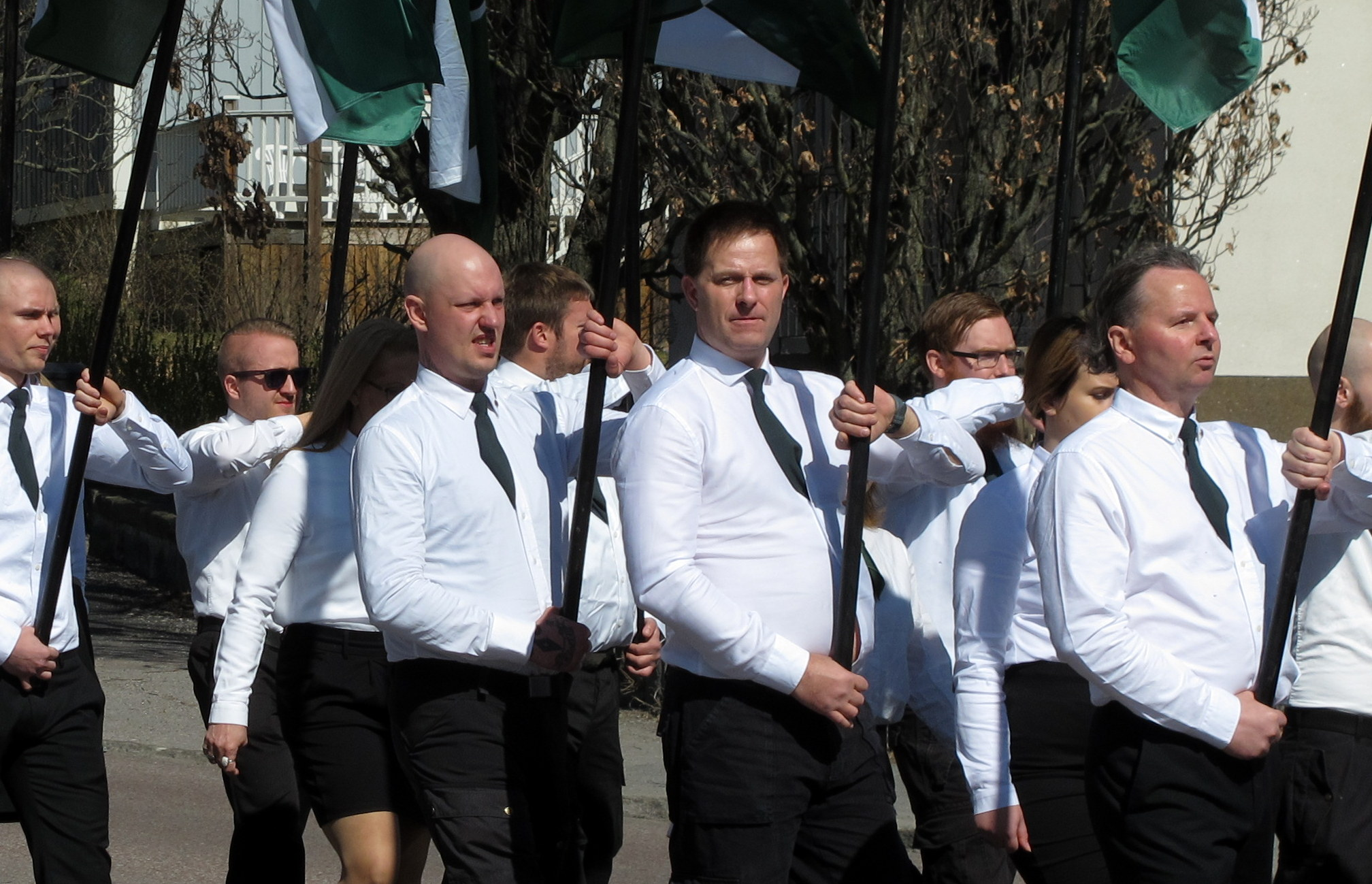
Nordiska motståndsrörelsen demonstrerar i Falun 2017.

Vit makt (från engelskans White Power) är en internationell högerextremistisk rörelse bestående av flera hatgrupper, närstående nynazism.
Vitmakt-miljön är svenska säkerhetspolisens benämning på ett antal organisationer, individer och lösare nätverk med högerextrema åsikter som är beredda att ta till våld för att uppnå sina politiska mål. Begreppet används, med liknande innebörd, även av andra myndigheter och aktörer. I vitmakt-miljön finns ett utbrett hat mot samhällets maktstrukturer, som exempelvis folkvalda politiker, myndigheter, massmedia och multinationella företag. Vitmakt-miljön ingår som en del av den nationella rörelsen, en rörelse med samma ideologi men där våld och andra illegala handlingar inte nödvändigtvis är en del av arbetsmetoderna.

## Ideologi
Den gemensamma nämnaren för grupperna inom vit makt-rörelsen är en typ av rasideologi, där den vita rasen anses överlägsen. Vit makt-miljön ser framför sig ett etniskt och kulturellt homogent samhälle under ett upplyst diktatoriskt ledarskap.
I ideologin ingår också tankar om en judisk världskonspiration kallad Zionist Occupation Government (ZOG). Historierevisionism ingår också i ideologin. Den omfattar bland annat uppfattningen att förintelsen under andra världskriget inte har ägt rum, så kallad förintelseförnekelse.. Även homofobi och en extrem form av nationalism ingår i ideologin.

## Etymologisk historia
Själva begreppet vit makt myntades av den amerikanske nynazisten George Lincoln Rockwell som en travesti på begreppet black power. Det uppstod som ett sätt för amerikanska nazister att utnyttja 1960-talets medborgarrättsrörelse genom att påstå att vita amerikaner farit illa på grund av denna.
Begreppet white supremacy kom 1902 och är teorin att vita människor är ärftligt överlägsna och därför har rätt att styra över svarta människor. Termen var relativt ovanlig tills 1950-talet, när händelser i södra Afrika och de amerikanska sydstaterna gjorde att termen togs upp.
| ”                        | Upon the rebound from this there must inevitably have been a strong reassertion of local white supremacy. | „ |
| – Winston Churchill 1931 | |   |

| ”                  | The black student is being educated in this country as if he were being programmed in white supremacy and self-hatred. | „ |
| – Freedomways 1967 | |   |

## Genomslag
Begreppet introducerades i Europa mer eller mindre av den engelske nazisten Ian Stuart Donaldson. Denne var flitig i att sprida sitt budskap och bygga ett nätverk som i mångt och mycket förde nazismen genom 1980- och 1990-talet. Som sångare i det nazistiska oi-bandet Skrewdriver kunde han föra ut sitt budskap till en yngre generation. Han lade grunden till den nazistiska Vit Makt-musiken och organisationer som Blood & Honour (på svenska Blod och ära). Donaldson var även instrumentell vid upprättandet av de svenska Vitt ariskt motstånd (VAM) och Rock mot kommunism.
Efter Donaldsons död i en bilolycka den 23 september 1993 förvaltas hans organisatoriska arv till stor del av gruppen Combat 18 som tagit på sig ett antal attentat mot invandrare i England och driver tidningen och hemsidan Redwatch, en omvänd version av sidan Hatewatch.

## Symboler
Det förekommer en hel del symboler inom vit makt-miljön, däribland en typ av symboler som hänger ihop med talsymbolik, där bokstaven A symboliseras av siffran ett, bokstaven B av siffran två, och så vidare. De tal som då anses viktiga är:
- 88 = HH (Heil Hitler)
- 28 = BH (Blood & Honour - vårt blod är vår ära)
- 18 = AH (Adolf Hitler)
- 14 som står för David Lanes 14 ord "Vi måste säkra existensen för vårt folk och en framtid för våra vita barn".

Andra vanliga symboler är hakkorset, mantuanska korset, som är framträdande i utmärkelsen Järnkorset, triskelon, hjulkorset, kelterkorset/Odins kors, varghaken/vargkroken, livsrunan (älgrunan/algiz/livets träd), odalrunan, segerrunan/Sigrunan, dödskallar, vasakärven/vase, örnen och vit makt-näven.

Nazitysklands flagga, med ett hakkors.
Blood & Honours flagga, med en triskele.
Serbisk aktions flagga, med ett kelterkors.
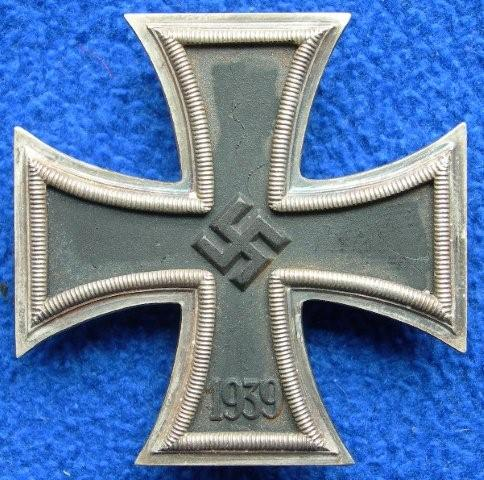
Mantuanskt kors, här som en del av utmärkelsen Järnkorset i Nazityskland.
Varghake.
Runan Algiz.
En SS-flagga, med två sig-runor.
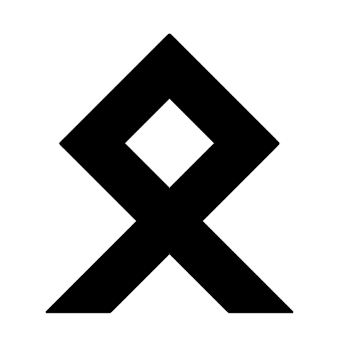
Odalrunan.
Nationalsocialistisk fronts vapen, med en vasakärve.
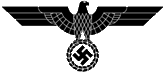
Symbol med örn och hakkors som användes av NSDAP, det tyska nazistpartiet.

Rörelsen anammar delar av punk- och skinheadkulturernas symboler och musik, vilket ofta belastat dessa subkulturer med felaktiga associationer till "vit makt" eller nynazism.

## Vit makt i Sverige
Begreppet kom i Sverige att spridas främst kring den amerikanskt inspirerade gruppen VAM. Begreppet har där främst syftat till att locka yngre människor in i den nazistiska subkultur som finns kring organisationer som Svenska Motståndsrörelsen. Till den av tidningar populärt kallade vit makt-rörelsen kan man bland annat räkna unga nazister som ej har organiserat sig i något av de organisationer eller partier som finns. Även en stor del av de nazistiska skinheadsen ( sk. boneheads, icke att förväxla med andra skinheads) får räknas dit.

### Organisationer
Enligt en rapport från stiftelsen Expo den 1 december 2009 över den svenska vit makt-miljön var 39 vit makt-organisationer aktiva under år 2008. 25 av organisationerna var bildade 2007 eller senare och merparten av de nybildade tillhörde oberoende eller fria nätverk. I stort sett alla aktiviteter kan knytas till fyra organisationer:
- Nationalsocialistisk front lades ner 2008 och ersattes av Folkfronten som numera heter Svenskarnas parti.
- Info 14 med nätverket Fria nationalister
- Svenska motståndsrörelsen
- Nordiska förbundet med nätverket Motstånd.

Till Info-14 kan också knytas sidoaktiviteter som Gula Korset och Solidaritetskommittén, som var/är till för att samla in pengar till stöd för fängslade vit makt-anhängare.. Andra sidoaktiviteter hos Info-14 är Salemmarschen, som arrangeras av Info-14 organ Salemfonden, och Folkets marsch som organiserades av flera av grupperingarna gemensamt. Andra grupper som ibland anges tillhöra vit makt-miljön är Blood & Honour Scandinavia, Ariska brödraskapet, och numera nedlagda Nationell Ungdom, Svenska motståndsrörelsen gamla ungdomsförbund.
Justitiedepartementets rapport Våldsbejakande politisk extremism från 2014 nämner att efter 2009 har det skett förändringar i organisationerna i vit makt-miljön.  Fria Nationalister, Nordiska förbundet,
Nordiska nationalsocialister, Nordiska Rikspartiet, Kampgrupperna och Info 14 har upphört. De viktigaste aktörerna är Svenska motståndsrörelsen, Nordiska motståndsrörelsen, Nationell ungdom, Svenskarnas parti och Förbundet nationell ungdom. Nordisk Ungdom nämns också. 

### Säkerhetspolisens bevakning
Delar av vit makt-rörelsen bevakas av säkerhetspolisen, till dem hör: Svenskarnas parti, Svenska motståndsrörelsen, tidningen Info-14 och nätverket Fria nationalister.

### Aktiviteter och utveckling
Under mitten av nittio-talet var vit makt-musikkonserter en vanlig aktivitet inom vit makt-miljön., men numera är den vanligaste aktiviteten att sprida propaganda. Andra vanliga aktiviteter är föredrag, demonstrationer, konserter och fester. De flesta av aktiviteterna under 2008 skedde i Stockholm, Västmanland, Västra Götaland, Värmland och Östergötland.
Under 2009 präglades vit makt-miljön av splittringar, vilket ledde till att en av de tidigare större aktiviteterna, Folkets Marsch, ställdes in.

### Kriminalitet

#### Politiskt motiverad brottslighet
I Brottsförebyggande rådets rapport Våldsam politisk extremism, Rapport nr 2009:15. redovisas att under tiden mars 1999 till februari 2009 har personer i vit makt-miljön varit skäligen misstänkta för 1 225 politiskt motiverade brott.   Fördelningen i olika brottskategorier för de politiskt motiverade brotten såg ut som följer.:
- Våldsbrott 227 fall (varav mord och dråp 14 fall och misshandel 211 fall)
- Brott mot frihet och frid, 100 fall (varav olaga hot och tvång 29 fall och olaga intrång och hemfridsbrott 27 fall och ofredande 14 fall)
- Ärekränkningsbrott 20 fall
- Tillgreppsbrott 7 fall
- Bedrägeribrott 4 fall
- Skadegörelsebrott 107 fall
- Allmänfarliga brott 16 fall  (varav mordbrand 14 fall)
- Hets mot folkgrupp 411 fall
- Brott mot allmän ordning 209 fall  (varav våldsamt upplopp 206 fall)
- Brott mot allmän verksamhet 41 fall  (varav våld mot tjänsteman  6 fall och våldsamt motstånd 10 fall)
- Övriga 5 fall

Måltavlorna utgjordes av allt från skolor till meningsmotståndare och individer med utländsk härkomst. Fyra av morden/dråpen riktades mot meningsmotståndare, två mot okända och åtta mot andra personer. De vanligaste måltavlorna för misshandel var meningsmotståndare, personer med utländsk härkomst och HBT-personer. Vanligaste måltavlan för olaga intrång var skolor och vanligaste måltavlorna för olaga hot, tvång och ofredande var personer med utländsk härkomst.

#### Annan brottslighet
Enligt Brås rapport är personerna inom vit makt-miljön
tydligt överrepresenterade i förhållande till den autonoma miljön när det gäller misstankar om icke-politiskt
motiverade brott. Personer inom vit makt-miljön var misstänkta i sammanlagt 5 332 sådana fall medan motsvarande siffra för personerna inom den autonoma miljön uppgick till 1 565 misstankar. Fördelningen i olika brottskategorier såg ut som följer:
- Våldsbrott ca. 1250 fall
- Brott mot frihet och frid, ca 600 fall
- Ärekränkningsbrott ca 15 fall
- Sexualbrott ca 20 fall
- Tillgreppsbrott ca 820 fall
- Bedrägeribrott ca 190 fall
- Förskingringsbrott ca 25 fall
- Skadegörelsebrott ca 280 fall
- Allmänfarliga brott ca 25 fall
- Förfalskningsbrott ca 10 fall
- Brott mot allmän ordning ca 15 fall
- Brott mot allmän verksamhet ca 280 fall
- Vapenbrott ca 600 fall
- Trafikbrott ca 530 fall
- Narkotika och dopingbrott ca 280 fall
- Övriga ca 130 fall